# The Last in Line (песня)
«The Last in Line» — песня американской хэви-метал группы Dio, была выпущена в 1984 году на одноимённом альбоме. В отличие от первых двух синглов группы, эта песня не выпускалась в качестве сингла в Великобритании, но была издана на территории Нидерландов и Испании. Также, существует альтернативная версия сингла, которая была приурочена к голландскому фестивалю Pinkpop '84 (была выпущена 11 июня 1984 года).

## Кавер-версии
Группа Downstait записала кавер-версию этой песни для своего альбома With You In Mind, как дань уважения Ронни Джеймсу Дио, после его смерти. Также песня была перепета группой Tenacious D для трибьют-альбома Ronnie James Dio - This Is Your Life, она стала лауреатом премии «Грэмми» в номинации «Лучшее метал-исполнение».